# Monastère de Ross Errily
Le monastère de Ross Errily (en gaélique: Mainistir Ros Oirialaigh, souvent anglicisé aux XVIIIe et XIXe siècles comme Rosserelly) est un monastère franciscain fondé en 1351 et situé à deux kilomètres au nord-ouest d'Headford, dans le comté de Galway en Irlande. C'est l'un des sites médiévaux les mieux conservés du pays.
L'église et le clocher sont situés d'un côté d'un petit cloître central, et les bâtiments d'habitation, de l'autre. On y remarque notamment une cuisine (équipée d'une cheminée monumentale et d'un bassin destiné à des poissons vivants), une boulangerie et un réfectoire. Les dortoirs se situaient aux étages supérieurs. L'existence d'une cour intérieure secondaire est une caractéristique inhabituelle.